# City Lights Bookstore

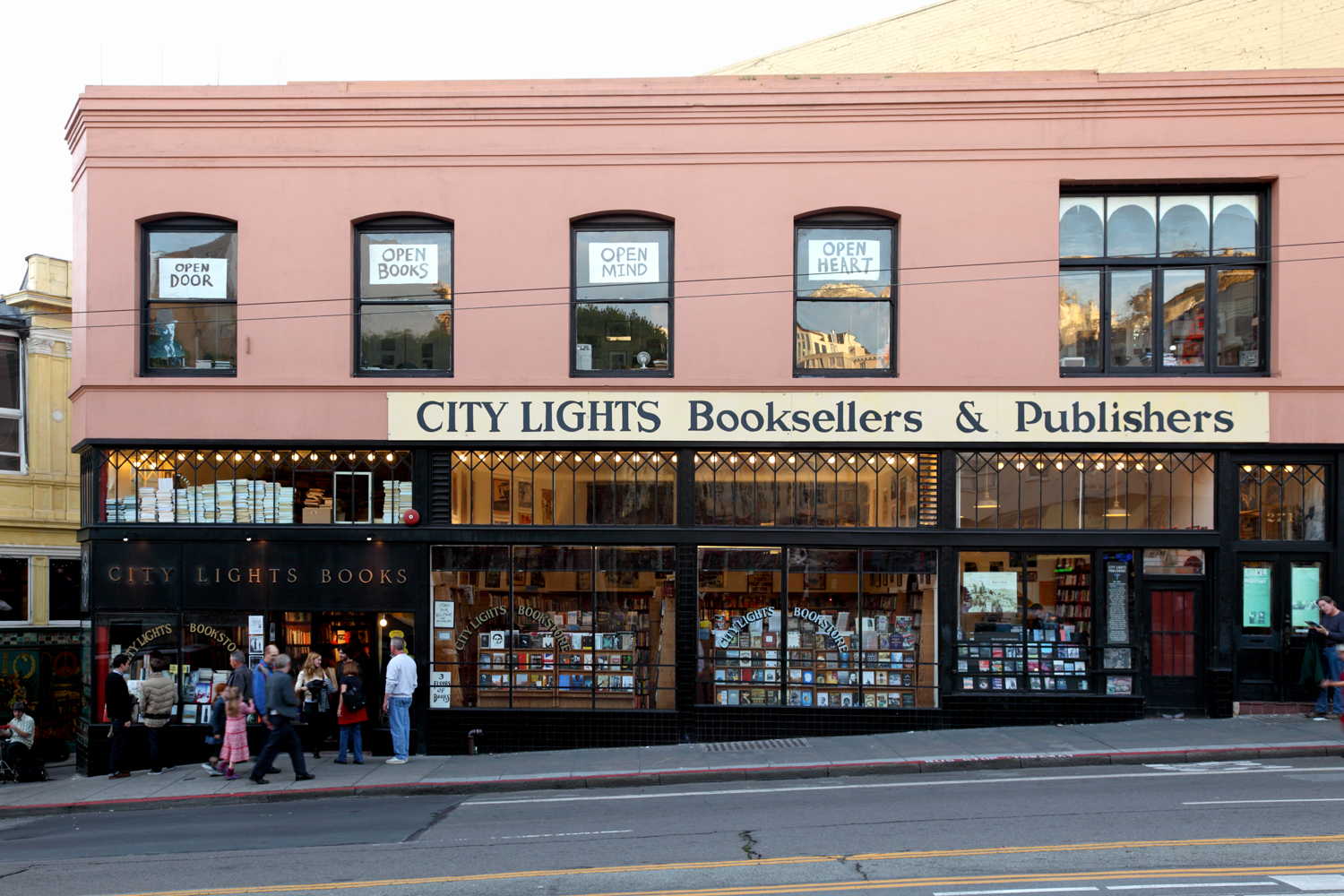
Fachada de la librería City Lights

City Lights Booksellers & Publishers es una librería y editorial independiente de San Francisco, que está especializada en literatura del mundo, artes y política progresista. También acoge la fundación sin ánimo de lucro City Lights, que publica obras relacionadas con la cultura de San Francisco. 

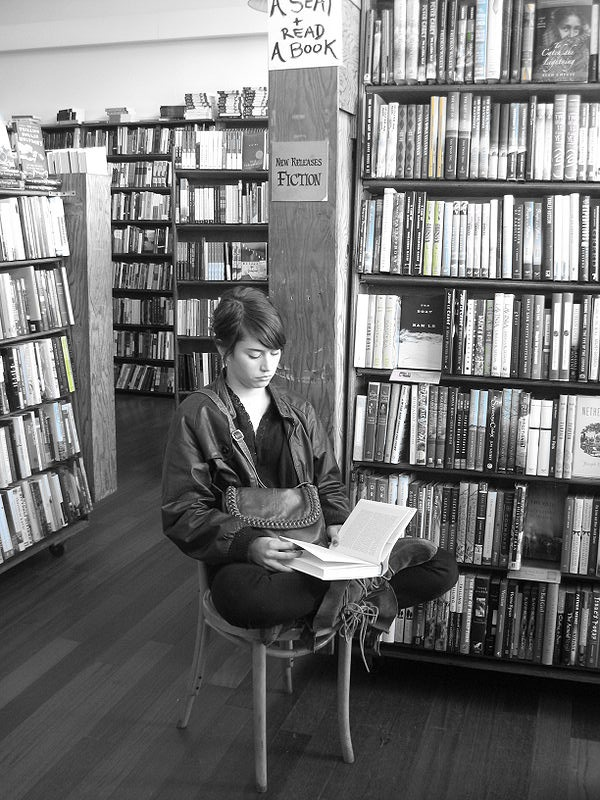
Interior de la librería City Lights

La librería fue fundada en 1953 por el poeta Lawrence Ferlinghetti y Peter D. Martin (que abandonaría dos años después). Tanto el local de la librería como la editorial se hicieron famosos con motivo del juicio a Ferlinghetti por obscenidad, al publicar el influyente poema Howl and Other Poems (City Lights, 1956) de Allen Ginsberg. Nancy Peters empezó a trabajar allí en 1971 y se jubiló como directora ejecutiva en 2007. 
En 2001, City Lights fue incorporado a la lista oficial de lugares históricos de San Francisco. La librería se encuentra entre los barrios de North Beach y Chinatown (avenida Columbus con Broadway).